# 마르셀 도밍고
마르셀 도밍고 알가라(프랑스어: Marcel Domingo Algara; 1924년 1월 15일, 살랭-드-지로 ~ 2010년 12월 10일, 알 ~)는 스페인 혈통의 프랑스인 전 축구 골키퍼이자 감독이다. 그는 현역 시절과 감독으로 활동하던 시절에 오랜 기간 스페인에서 활동하였다. 도밍고는 86세의 나이로 별세하였다.
도밍고가 지휘봉을 잡은 구단으로는 에스파뇰, 라스 팔마스, 례이다, 폰테베드라, 코르도바, 그라나다, 아틀레티코 마드리드, 데포르티보 말라가, 엘체, 부르고스, 발렌시아, 니스, 베티스, 마요르카, 님 올랭피크, 알, 그리고 에르쿨레스가 있다.

## 수상

### 클럽
아틀레티코 마드리드
- 라 리가: 1949–50, 1950–51

니스
- 디비시옹 1: 1951–52
- 쿠프 드 프랑스: 1951–52

마르세유
- 쿠프 샤를 드라고: 1956–57

### 개인
- 트로페오 리카르도 사모라: 1948–49, 1952–53

### 감독
아틀레티코 마드리드
- 라 리가: 1969–70